# Wiktor Petrowitsch Alexejew
Wiktor Petrowitsch Alexejew (russisch Виктор Петрович Алексеев; * 8. Februar 1956 in Krasnojarsk) ist ein ehemaliger sowjetischer Ringer. Er war Weltmeister 1983 und 1985 im freien Stil im Federgewicht.

## Werdegang
Wiktor Alexejew begann als Jugendlicher in seiner Heimatstadt Krasnojarsk mit dem Ringen. Er wurde Mitglied von Dynamo Krasnojarsk und machte mit Hilfe des Trainers Wladimir Gusew schnelle Fortschritte. Er rang ausschließlich im freien Stil. Im Jahre 1975 gelang ihm ein erster großer Sieg. Er gewann bei der Völker-Spartakiade der Russischen Sozialistischen Föderativen Sowjetrepublik den Titel im Bantamgewicht.
1977 wurde Wiktor Alexejew auch bei internationalen Meisterschaften eingesetzt. Dabei gelang ihm bei der Europameisterschaft in Bursa der Titelgewinn im Bantamgewicht. Unter den von ihm besiegten Ringern war dabei auch Bernd Bobrich aus der DDR. Im Finale bezwang Wiktor Alexejew Fevzi Gökdoğan aus der Türkei. Im gleichen Jahr war er auch bei der Weltmeisterschaft in Lausanne am Start. In Lausanne war seine Gewichtsklasse sehr stark besetzt. Trotzdem gelangen ihm sechs Siege, ehe er im Finale auf den Japaner Tadashi Sasaki traf. In einem spannenden Gefecht unterlag er diesem knapp nach Punkten und wurde Vize-Weltmeister.
Danach hatte Wiktor Alexejew seinen nächsten Einsatz bei einer internationalen Meisterschaft erst wieder im Jahre 1980, nachdem er 1979 erstmals sowjetischer Meister im Federgewicht geworden war. Beim Welt-Cup-Turnier in Toledo/Okio siegte er dabei vor Andre Metzger aus den Vereinigten Staaten. 1981 wurde Wiktor Alexejew in Bukarest Studenten-Weltmeister und belegte bei der Weltmeisterschaft in Skoplje den 3. Platz. Ausschlaggebend hierfür war eine Niederlage im Pool-Finale gegen Marian Skubacz aus Polen.
1983 gewann Wiktor Alexejew dann in Kiew seinen ersten WM-Titel im Federgewicht. Dabei hatte er gegen Kazuhito Sakae aus Japan, Simeon Schterew aus Bulgarien und Lee Roy Smith aus den USA harte Kämpfe zu bestreiten, ehe er als Sieger von der Matte ging. 1984 wurde Wiktor Alexejew von Simeon Schterew bei der Europameisterschaft in Jönköping geschlagen und belegte deshalb nur den 2. Platz. Noch härter als diese Niederlage war für ihn aber die Tatsache, dass er nicht bei den Olympischen Spielen des gleichen Jahres in Los Angeles an den Start gehen konnte, nachdem es ihm schon 1980 nicht gelungen war, sich für die Olympischen Spiele in Moskau zu qualifizieren. Der Boykott der Spiele 1984 durch die sozialistischen Staaten war der Grund dafür.
1985 wurde Wiktor Alexejew dann in Budapest zum zweiten Male Weltmeister im Federgewicht. Der Mongole Awirmediin Enchee war dabei sein härtester Rivale.
Nach 1985 startete Wiktor Alexejew nur mehr bei zwei Welt-Cup-Turnieren im Jahre 1986. Danach beendete er seine internationale Ringerlaufbahn. Er hatte schon während seiner Zeit als aktiver Ringer an der Universität von Krasnojarsk Rechtswissenschaften studiert und ist jetzt Rechtsanwalt, steht dem Ringernachwuchs aber auch als Trainer zur Verfügung. Sein Schüler Adam Saitijew gewann bei den Olympischen Spielen 2000 in Sydney eine Goldmedaille.

## Erfolge
international
- 1977, 1. Platz, EM in Bursa, F, Ba, mit Siegen über Mehmet Selmanow, Bulgarien, Bernd Bobrich, DDR, Koherzak Hiester, Polen, Petru Brundusan, Rumänien und Fevzi Gökdoğan, Türkei;
- 1977, 2. Platz, WM in Lausanne, F, Ba, mit Siegen über Andreas Seidl, Österreich, Mike Barry, Kanada, Fevzi Gökdoğan, Dugarsürengiin Ojuunbold, Mongolei, Mehmet Selmanow und Jack Reinwand, USA und einer Niederlage gegen Tadashi Sasaki, Japan;
- 1980, 1. Platz, World Cup in Toledo/Ohio, F, Fe, vor Andre Metzger, USA, Egon Beiler, Kanada und Koji Sato, Japan;
- 1981, 1. Platz, Universiade in Bukarest, F, Fe, vor Mike Land, USA, Dugarsürengiin Ojuunbold und Satoru Goitsaku, Japan;
- 1981, 3. Platz, WM in Skoplje, F, Fe, mit Siegen über Bamavi Seip, Jugoslawien, Spiro Greece, Zypern, Dugarsürengiin Ojuunbold, Mike Land und Kokichi Soguno, Japan und einer Niederlage gegen Marian Skubacz, Polen;
- 1982, 1. Platz, World Cup in Toledo/Ohio, F, Fe, vor Randy Lewis, USA, Bob Robinson, Kanada und Le Jung-Keun, Südkorea;
- 1983, 1. Platz, WM in Kiew, F, Fe, vor Lee Roy Smith, USA, Simeon Schterew, Bulgarien, Kazuhito Sakae, Japan, Traian Marinescu, Rumänien und Awirmediin Enchee, Mongolei;
- 1984, 2. Platz, EM in Jönköping, F, Fe, mit Siegen über Marian Skubacz, Jorge Bocanegra, Spanien, Lutz Remus, DDR und Gerard Santoro, Frankreich und einer Niederlage gegen Simeon Schterew;
- 1985, 1. Platz, WM in Budapest, F, Fe, vor Awirmediin Enchee, Alben Kumbarow, Bulgarien, József Orbán, Ungarn, Kazuhito Sakae und Selman Kaygusuz, Türkei;
- 1985, 1. Platz, World  Super Championships (inoffiziell) in Tokio, F, Fe, vor Kōsei Akaishi, Japan und Lee Jung-Keun;
- 1986, 3. Platz, World Cup in Toledo/Ohio, F, Fe, hinter Awirmediin Enchee und Gene Mills, USA und vor Enrique Valdez, Kuba und Dan Cummings, Australien;
- 1986, 2. Platz, World Super Championships (inoffiziell) in Tokio, F, Fe, hinter Alben Kumbarow und vor Satoru Goitsaku und Yozo Imura, bde. Japan

national
- 1975, 1. Platz, Völker-Spartakiade der RSFSR, F, Ba,
- 1978, 1. Platz, Meisterschaft der RSFSR, F, Fe,
- 1979, 1. Platz, Meisterschaft der UdSSR, F, Fe,
- 1979, 1. Platz, Völker-Spartakiade der RSFSR,
- 1981, 1. Platz, Meisterschaft der UdSSR, F, Fe,
- 1981, 1. Platz, Meisterschaft der RSFSR, F, Fe,
- 1983, 1. Platz, Meisterschaft der UdSSR, F, Fe,
- 1983, 1, Platz, Völker-Spartakiade der UdSSR, F, Fe,
- 1983, 1. Platz, Völker-Spartakiade der RSFSR, F, Fe,
- 1985, 1. Platz, Meisterschaft der UdSSR, Fe, Fe

(Erl.: WM = Weltmeisterschaft, EM = Europameisterschaft, F = freier Stil, Ba = Bantamgewicht, Fe = Federgewicht, damals bis 57 kg bzw. 62 kg Körpergewicht)

## Weblink
Profil von Wiktor Alexejew bei United World Wrestling
| Personendaten    | Personendaten                                                           |
| ---------------- | ----------------------------------------------------------------------- |
| NAME             | Alexejew, Wiktor Petrowitsch                                            |
| ALTERNATIVNAMEN  | Alexejew, Viktor; Alexeev Viktor; Алеексеев, Виктор Петрович (russisch) |
| KURZBESCHREIBUNG | sowjetischer Ringer                                                     |
| GEBURTSDATUM     | 8. Februar 1956                                                         |
| GEBURTSORT       | Krasnojarsk                                                             |